# 香港哲學
香港哲學（英語：Hongkonger Philosophy），是一種哲學傳統或區域哲學，於香港產生或延續。香港哲學不屬諸子百家哲學與西方哲學，但兩者皆對香港哲學影響甚大，加上其他文化影響，香港哲學因而產生。

## 歷史
1949年，在中國大陸，中國國民黨在國共內戰上被共產黨打敗後，一些原在中國大陸研究哲學之學者來到香港（包括唐君毅與牟宗三）。二十世紀，唐君毅、牟宗三與勞思光開創風氣，首次以香港為研究哲學之主要基地。其等皆兼通中國哲學與西方哲學，並且受到黑格爾影響。唐君毅嘗試比較中國哲學與西方哲學，牟宗三嘗試詮釋康德，並且認為康德之超越哲學體系是中西哲學溝通橋梁，勞思光嘗試闡述西方古希臘至二十世紀文化發展之整體面貌。劉國英認為，這三位「第一代香港哲學家」都是「在香港帶頭去展開哲學的耕耘工作。」
謝寶笙指，香港歷史迥異，並且是一個中西文化交流之樞紐，受到中國哲學與西方哲學影響，所以可以形成香港哲學：「在這個人類歷史最複雜的社會實踐上，產生一個有香港特色的哲學，這又有什麼奇怪呢？」
於1997年，香港大學專注於分析哲學，香港中文大學專注於中國哲學，不過也有論及歐陸哲學與分析哲學，香港浸會大學則已經有哲學和宗教課程，並已經成立應用倫理學研究中心。
香港大學於1945年後，哲學系之教員主要屬於波普爾學派，而1966年，哲學系之教員則主要屬於牛津分析學派，而1997年，則哲學系之教員派別則變得更加多樣。香港大學哲學系課程幾乎涵蓋分析哲學之所有研究領域，其中以語言哲學與心靈哲學為主要研究領域。此哲學系之教員包括劉彥方。
香港中文大學之分析哲學家，包括李天命與石元康。李天命從事科學哲學與語言哲學，並且大量以傳媒推廣哲學。石元康專注於政治哲學，有出書討論羅爾斯正義論。此外，在中大，亦有哲學家不是於哲學系任教，而是於其他學系（例如教育行政與政策學系），例如文思慧，其有著作，以分析哲學方式討論應用倫理學問題，題材包括，國家介入、性教育、死刑、同性戀、保護環境等。

## 新儒家
二十世紀，新儒家於香港結合儒家與康德學說，表述心性義理，發揮外王大義，疏導中國哲學，消納西方哲學，會通中西哲學。新儒家主義者包括唐君毅和牟宗三。
二十一世紀，香港新儒家主義者有陳祖為。陳祖為認為，儒家應該與自由民主制度結合。陳祖為指，雖然儒家不可與以權利為基礎之理論（例如主權在民、人有自由）結合，但可以用「政府應該為民眾服務」（服務概念）、「民眾與政府需要互信」（關係概念），與自由民主制結合。

## 存在主義
二十世紀五十年代末至六十年代初，香港流行存在主義。存在主義於香港，與於歐洲不同，香港主要以報刊、雜誌發展存在主義。存在主義強調「個人價值」。由於存在主義可於戰後，滿足精神需要，所以於香港流行。
當時，香港之文學雜誌與報刊（例如《好望角》、《文藝新潮》、劉以鬯主編之《香港時報·淺水灣》）大量翻譯存在主義之作品，包括祈克果、沙特、卡繆之作品。一些當時之香港文學雜誌（例如《好望角》）中，有文章詮釋存在主義之著作（例如鍾榮期之《談沙爾特的小說》），並且亦有一些作品（例如小說）彌漫存在主義，例如汶津之《開往嘉義的吉普》、戴天之《化石》、崑南之《大風起兮》。
汶津於《開往嘉義的吉普》中，發展沙特之觀點──「拒絕歷史責任」與「存在之孤獨感」。《開往嘉義的吉普》之主角，意識到自己是自由，並且認為上一代所賦予之歷史責任是強行加上，所以主角則拒絕歷史責任。但是，當拒絕歷史責任之後，主角則變得孤立無援，不知何去何從，失去存在意義。
戴天之《化石》與卡繆之《異鄉人》相似。《異鄉人》中，主角對一切漠不關心，不關心母親逝世，不關心被判死刑。《化石》中，主角從對身邊事物充滿感情，變成不在乎一切，並且認為自己不能融入世界，因此主角成為局外人，就像卡繆對於人處身於世界之觀點──「演員與舞臺之間疏離」。
二十世紀六十年代初之後，香港仍有一些存在主義作品，包括西西與劉以鬯之作品。西西於其小說，例如《東城故事》、《草圖》中，主角都認為「生命似乎沒有意義」。西西認為，此類作品皆屬存在主義。
劉以鬯之小說《對倒》（長篇版）於二十世紀七十年代完成，其於《對倒》中展示出存在主義。當時，香港面臨英國與中國爭奪統治權，前景難測，香港人心靈極空無、焦慮。劉以鬯在《對倒》之第一段形容香港是「無根的樹」、「時間是借來的」、「躺在帆船甲板上的睡狗」，以寫出香港是虛無。《對倒》之男主角常回憶往事消除孤獨，而女主角則常幻想來消除寂寞，展示出現實與人疏離。劉以鬯於《對倒》亦描述了荒謬，例如表達出香港人過於重視物質：炒股、炒樓、賭馬，只着重自己利益，而不幫助其他人。

## 知識論

### 邏輯實證主義
李天命受到艾耶之《語言、真理與邏輯》影響，而於1981年完成《語理分析的思考方法》，主張邏輯實證主義。李天命於此書主張，若且唯若，當一個語句有真假條件時，才是有認知意義，而有真假條件，就可以考察語句之真假值。李天命批評，沒有認知意義之語句說不上「真」或「假」，是連「假」的資格都無。李天命認為，沒有認知意義之語句是沒有真假值。李天命主張印證原則（confirmation principle）：如果一個語句是分析語句，那就是有認知意義。如果一個語句是綜合語句，但不可以由經驗證據支持，那就是沒有認知意義。李天命於此書批評，黑格爾的一些語句是意義不明，沒有認知意義。李天命將沒有認知意義，稱為偽贗（pseudo）。

## 倫理學

### 自由主義
周保松主張自由主義，肯定自由是可貴，並且認為各人皆可自由選擇自己幸福人生，社會制度亦應如此，以容許社會各人可充分選擇與追求自己之理想人生。周保松主張，人人皆為自己之主人，自己之身體與思想，不受其他人支配，不是其他人之工具，並且認為如此，方可以達到人之最高利益
。周保松支持，約翰·斯圖爾特·密爾於《論自由》提出之「傷害原則」（harm principle）
：每個人只要不傷害其他人，就應該擁有自由，選擇自己之生活方式。周保松由「傷害原則」推論出，政府與社會應該寬容人之觀點，即使難以接受那些人之觀點。

### 綠色思想
周兆祥、羅維恩與梁淑君於1989年合力完成《綠色思想與香港》。鍾姍姍認為，此書「相信是本港第一本以綠色思想為主題的書籍」，又認為此書「首次把較深層次的綠色思想介紹給香港的讀者」。自此之後，更多有關綠色思想之作品出現。
梁燕城於同年發表〈綠色哲學成為後現代世界思潮〉與〈論環保與綠色思想，兩團體意見有分歧〉，表達出人應該與自然互相協調，又認為政體之目的，不單止是讓各人自主實現自己之目的，而是包括讓自然萬物有「充分機會」生存。
葉保強與熊永達於1991年合著《生態危機與環保策略》。葉保強於書中主張，於生態倫理上，一切生物皆與人有「平等價值」，所以人對其他生物是負有道德責任。葉保強以「平等價值」論跨代正義，認為後代與當代人是有平等權利，所以後代之利益與當代人之利益同等重要，「不應如一般的經濟學做法，把後代子孫的利益打上折扣。」熊永達於此書批評，人類「干擾」自然，導致一些物種滅絕，是「難辭其咎」。

### 反普遍原則
文思慧認為，不應該直接以「普遍原則」處理事情。其批評一些香港醫事倫理學著作，仍然以普遍原則評論各種醫學技術，是不能解決「價值掙扎」。其認同以根源理論發展倫理學，用某一範圍實踐經驗，形成倫理學理論，而此理論不普遍延伸。

### 法律哲學
陳文敏主張，政府應該保障公民與政治權利，又認為於國際上，人權與主權是有關係，其以缺乏人權之南斯拉夫，因為發生內戰，而威脅到西歐各國安全為例，闡述各國於二十世紀，由於資訊與交通非常發達，縮短各國距離，所以各國家所發生之事，是會影響另一個國家。所以，保護人權是各國之法律責任。陳文敏認為，不尊重人權的國家，法律制度一般都非常落後。陳文敏以柏拉圖與亞里士多德所處之年代為例子，主張法治勝於人治。陳文敏指，法律必須是普遍適用於所有人或機構、不針對個別人士、可預見、不具追溯力：「秋後算帳，只會令人無所適從，今天的『是』，可能成為明天的『非』，這樣人民無時無刻不憂心忡忡，也難以安居樂業」。陳文敏斷然，民主制度可以保證法律是大部分民眾接受，其認為立法者由民眾直接選出，如此立法者於立法過程，就有責任反映民意，因為如果立法者背離民意，民眾可於下次選舉不投票予原本之立法者。陳文敏以歷史上之南韓為例子，闡述如果沒有一個民主議會，各政治派別則會以武力嘗試達到目的。